# Derio
Derio város Spanyolországban,  Bizkaia tartományban. Derio Bilbao, Zamudio, Loiu és Mungia községekkel határos. Lakosainak száma 7168 fő (2024).

## Népesség
A település népessége az utóbbi években az alábbiak szerint változott:
| Lakosok száma | 4793 | 4915 | 5191 | 5307 | 5627 | 5940 | 6404 | 6631 | 6819 | 7168 |
|               | 2001 | 2004 | 2007 | 2009 | 2012 | 2014 | 2017 | 2019 | 2022 | 2024 |